# Glynn Turman
Glynn Russell Turman (Nova Iorque, 31 de janeiro de 1947) é um ator norte-americano de teatro, televisão e cinema, além de roteirista, diretor e produtor. É conhecido por seus papeis como Lew Miles na novela de horário nobre Peyton Place (1968–1969), o estudante de ensino médio Leroy "Preach" Jackson no filme de 1975 Cooley High, o professor de matemática e coronel aposentado do Exército Bradford Taylor na sitcom da NBC A Different World (1988–1993) e o fictício prefeito de Baltimore, Clarence Royce, na série de drama da HBO The Wire. Também interpretou Jeremiah Kaan na série da Showtime House of Lies (2012–2016).

## Vida pessoal
Turman nasceu na cidade de Nova Iorque em janeiro de 1947. De acordo com uma análise de DNA, o ator compartilha a ancestralidade materna com o povo Edo da Nigéria. Turman foi casado com Ula M. Walker de 1965 até 1971. Juntos, Turman e Walker tiveram três filhos. Turman se casou com a cantora Aretha Franklin em 11 de abril de 1978 na New Bethel Igreja Batista em Detroit, Michigan. Turman e Franklin se separaram em 1982 e se divorciaram em 1984. Desde 1992, o ator é casado com Jo-Ann Allen.